# صیاد (آلبوم)
صیاد نام آلبوم استودیویی به خوانندگی علیرضا افتخاری و آهنگ‌سازی محمدرضا چراغعلی و اکبر محسنی می‌باشد که از پرفروش‌ترین آلبوم‌های تلفیقی دههٔ ۱۳۸۰ می‌باشد. این آلبوم دارای ۸ قطعه می‌باشد.

## توزیع رایگان
بعد از دیدار جنجالی علیرضا افتخاری و محمود احمدی‌نژاد در مراسم گرامیداشت خبرنگاران و حواشی که برای افتخاری داشت، تشکل جامعه اسلامی دانشجویان دانشگاه کاشان آلبوم موسیقی صیاد را به صورت رایگان میان دانشجویان توزیع می‌کرد تا از این هنرمند در برابر هجمه‌ها حمایت کنند.

## فروش
این آلبوم را یکی از پرفروش‌ترین آلبوم های تلفیقی دههٔ ۱۳۸۰ هشتاد می‌دانند و آمار های غیر رسمی فروش آن را در حدود ۲ میلیون نسخه تخمین می‌زنند.

## قطعات
| نام ترانه       | ترانه‌سرا                     | آهنگساز         | تنظیم کننده                   |
| --------------- | ---------------------------- | --------------- | ----------------------------- |
| شب‌های انتظار    | ابوالقاسم حالت حسین لاهوتیان | اکبر محسنی      | بهنام خدارحمی محمدرضا چراغعلی |
| یار وفادار      | بهادر یگانه                  | اکبر محسنی      | بهنام خدارحمی محمدرضا چراغعلی |
| مرا رها کن      | محمدعلی شیرازی               | اکبر محسنی      | بهنام خدارحمی محمدرضا چراغعلی |
| با گرفتاری خوشم | محمدعلی شیرازی               | اکبر محسنی      | بهنام خدارحمی محمدرضا چراغعلی |
| صیاد            | مهدی عابدینی                 | حسین علیزاده    | بهنام خدارحمی محمدرضا چراغعلی |
| او نیامد        | ایرج تیمورتاش                | اکبر محسنی      | بهنام خدارحمی محمدرضا چراغعلی |
| عطر شقایق       | مهدی عابدینی                 | محمدرضا چراغعلی | بهنام خدارحمی محمدرضا چراغعلی |
| نسیم سحر        | محمدعلی شیرازی               | اکبر محسنی      | بهنام خدارحمی محمدرضا چراغعلی |